# Dörpe (Coppenbrügge)
Dörpe ist eine Ortschaft im nordöstlichen Weserbergland, Ortsteil des Fleckens Coppenbrügge im Landkreis Hameln-Pyrmont in Niedersachsen.

## Lage
Sie liegt an der Passstraße (Landesstraße 422) von Eldagsen nach Coppenbrügge im Tal des Gelbbachs, der die Südwesthänge von Nesselberg und Osterwald trennt.

## Geschichte
Die erste Erwähnung des Namens Dörpe findet sich mit der Nennung eines Zeugen Bartholomeus van der Dörpe 1393 im Hamelner Urkundenbuch. Es wird davon ausgegangen, dass es sich hierbei um einen Bewohner des Dorfes handelt. Die genaue Entstehung Dörpes ist nicht bekannt. Es gab schon früh als  Erbhöfe die sogenannten Meierhöfe und wegen lokaler Tonvorkommen auch Töpferstuben. Ab dem 16. Jahrhundert entwickelte sich sowohl im nahen Osterwald als auch im Gelbbachtal oberhalb Dörpes Kohlebergbau. Er war eine bedeutende Einnahmequelle für die Ortsbewohner. Nach Aufgabe des Kohlebergbaus in der Mitte des 20. Jahrhunderts entwickelte sich daraus der Steinbruchbetrieb Wilhelm Schmull, der besonders in den schwierigen Jahren der Nachkriegszeit vielen Bewohnern Lohn und Brot gab.

### Eingemeindungen
Am 1. Januar 1973 wurde Dörpe in den Flecken Coppenbrügge eingegliedert.

### Einwohnerentwicklung
| Jahr      | 1910  | 1925  | 1933  | 1939  | 1950  |
| --------- | ----- | ----- | ----- | ----- | ----- |
| Einwohner | 446   | 377   | 334   | 355   | 754   |
| Quelle    | [ 5 ] | [ 6 ] | [ 6 ] | [ 6 ] | [ 1 ] |

## Politik
Ortsrat und Ortsbürgermeister
Der Ortsrat der Ortschaft Coppenbrügge vertritt auf kommunaler Ebene die Coppenbrügger Ortsteile Coppenbrügge, Dörpe und Marienau.

## Wirtschaft und Infrastruktur

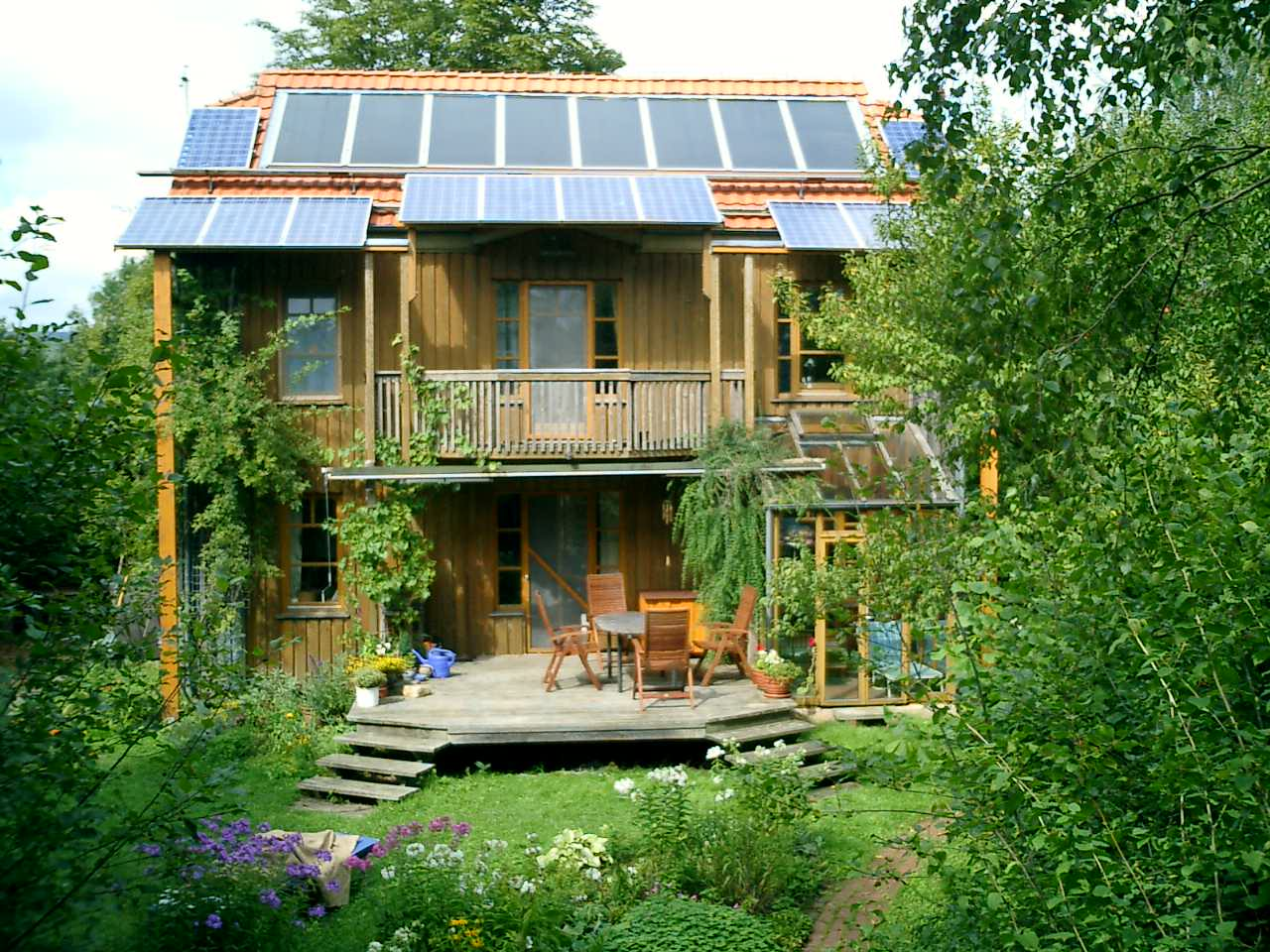
Das weithin bekannte ehemalige Null-Energie-Haus in Dörpe (aus technischen Gründen verändert, heute Niedrigenergiehaus)

Heute besteht der Steinbruchbetrieb nicht mehr, in der ehemaligen Steinsäge im Dorfzentrum befindet sich nun ein Gartenbaubetrieb. In Dörpe existieren noch zwei landwirtschaftliche Betriebe, davon einer mit Hofladen. Auch gibt es einige kunsthandwerkliche und handwerkliche Betriebe. Des Weiteren gibt es in Dörpe viele Aktivitäten und Feste wie alljährlich im Frühsommer ein Künstlerfest, Scheunenfeste, Seifenkistenrennen und Feuerwehrwettkämpfe, sowie alle fünf Jahre ein Feuerwehrfest mit Jahrmarkt und einem offiziellen Fest- sowie einem Spaß-Umzug. Aufgrund eigener Erwerbsmöglichkeiten und kultureller Betätigungsfelder ist Dörpe kein bloßes Schlafdorf für Pendler in nahe Großstädte.

## Natur und Tourismus

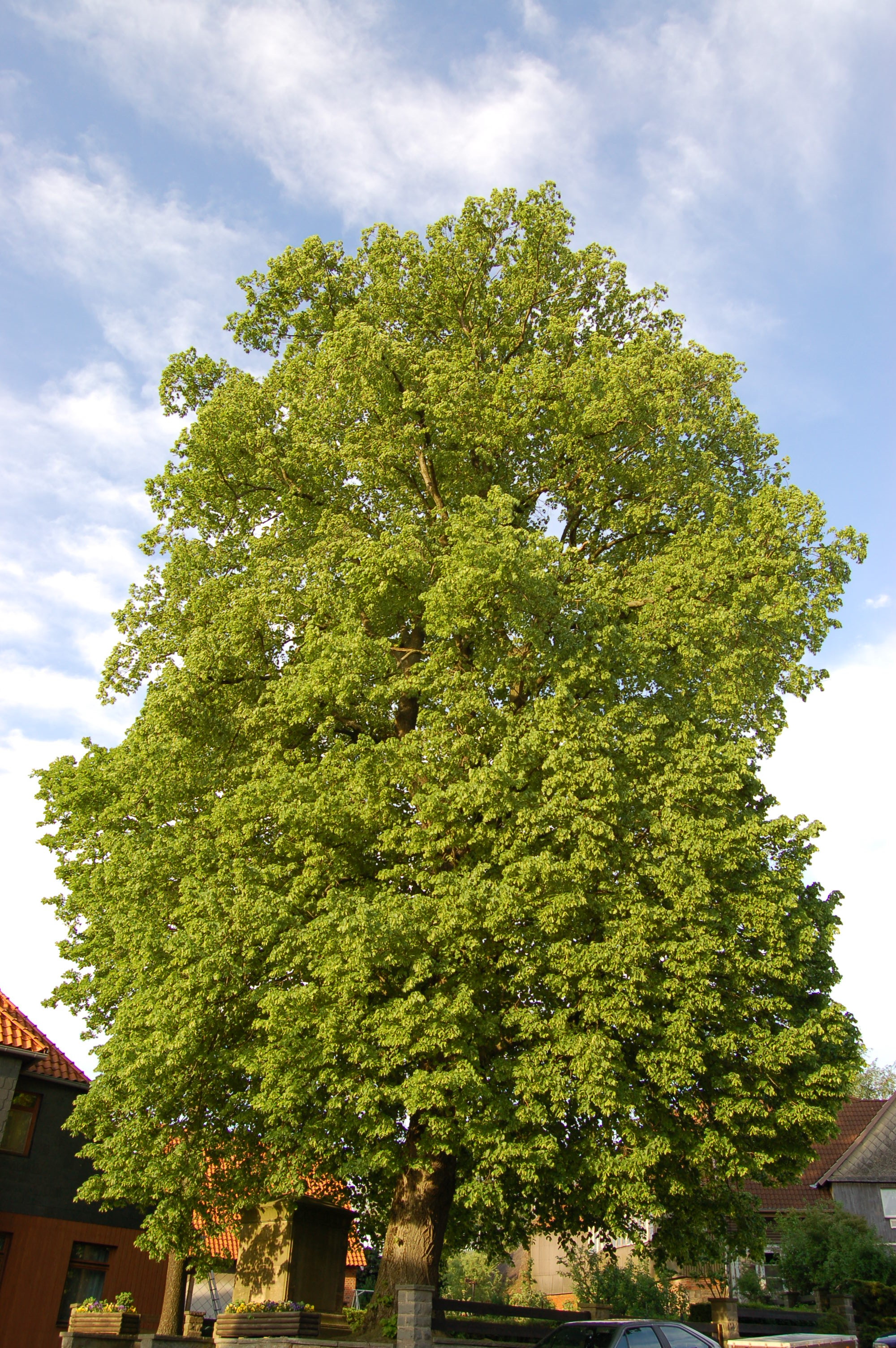
Die Linde am Lindenplatz, Wahrzeichen von Dörpe

In der nahen Umgebung des Ortes finden sich mehrere Wanderwege, besonders hervorzuheben ist der größtenteils wiederhergestellte historische Dörper Bergmannspfad. Er erinnert an den Bergbau an den Hängen von Nesselberg und Osterwald und folgt dem Arbeitsweg der Dörper zu den verschiedenen Abbaustätten. Dörpe ist idyllisch in einem Bachtal an den Südwesthängen dieser Berge  gelegen, sie bilden zusammen mit dem Kleinen Deister eine südöstliche Fortsetzung des Großen Deisters. Es gibt Reitmöglichkeiten im Ort sowie einzelne Ferienhäuser. Ein weitreichender Panoramablick bietet sich an den „Drei Dicken Buchen“ am Bergmannspfad am Rande des Osterwaldes. An den Wegrändern sind natur- und geschichtsbezogene Schautafeln aufgestellt, unter anderem zur historischen Kirschbaumallee am Hang des Ruhbrinks.